# Emmen (Lucerna)
Emmen es una ciudad y comuna suiza del cantón de Lucerna, situada en el distrito de Hochdorf. Limita al norte con las comunas de Rothenburg y Eschenbach, al este con Buchrain y Ebikon, al sur con Lucerna, y al oeste con Neuenkirch.